# Rhyssemus mirus
Rhyssemus mirus är en skalbaggsart som beskrevs av Rudolph Petrovitz 1967. Rhyssemus mirus ingår i släktet Rhyssemus och familjen Aphodiidae. Inga underarter finns listade i Catalogue of Life.